# FS 940
Die Dampflokomotiven der Gattung FS 940 der Ferrovie dello Stato (FS) waren Tenderlokomotiven, die für den Einsatz auf den Strecken im Apennin ausgelegt waren.

## Geschichte
Die Gebirgsbahnen im Apennin weisen enge Kurven und Steigungen bis zu 27 ‰ auf. Sie verlaufen oft entlang von rutschgefährdeten Hängen, die daraus resultierenden geringen zulässigen Achslasten limitierten die Masse der eingesetzten Fahrzeuge. Die auf den Strecken eingesetzten Lokomotiven der Baureihe 851 waren dem gestiegenen Verkehr nicht mehr gewachsen, weshalb in den Jahren 1922 bis 1924 die FS 50 speziell für diese Strecken ausgelegte Tenderlokomotiven beschaffte, die bis zur Elektrifizierung der Apennin-Strecken dem Depot Sulmona zugeteilt waren und hauptsächlich auf den Strecken Rom–Pescara und Orte–Ancona im Einsatz standen.
Im Zweiten Weltkrieg gelangten vier Lokomotiven nach Jugoslawien. Die Jugoslovenske Železnice (JŽ) übernahmen sie als Reihe 118 mit den Nummern 118 001–004 in ihren Bestand.
1924 ließen die Ferrovie Elettriche Biellesi (FEB) drei baugleiche Lokomotiven mit den Nummern 941–943 bauen. Diese wurden 1951 von der FS übernommen und mit den Nummern 940.051–053 in den Bestand eingeordnet.
Die Gattung 940 galt als durchaus gelungene Konstruktion und blieb bis zu Einstellung des Dampfbetriebs im Dienst. Sie wurde meist vor Güterzügen, aber auch vor Personenzügen und im schweren Rangierdienst eingesetzt.
Von der Gattung 940 sind 13 Lokomotiven erhalten geblieben, davon einige im betriebsfähigen Zustand. Die erste Lokomotive der Serie ist im Museo della Scienza e della Tecnologia in Mailand ausgestellt und gilt als technisches Kulturdenkmal der Lombardei.

## Technik
Die Lokomotiven entstanden auf der Basis der Baureihe 740, die mit einer zusätzlichen Nachlaufachse zu einer Tenderlokomotive weiter entwickelt wurde. Es entstand somit eine Mikado-Lokomotive mit einem Fahrwerk, das aus vier Kuppelradsätzen und zwei Laufradsätzen bestand. Der vordere Laufradsatz bildete zusammen mit der ersten Kuppelachse ein Carrello Italiano, die hintere Laufachse war eine Bisselachse. Das Fahrwerk war so ausgelegt, dass in beiden Richtungen die Maximalgeschwindigkeit von 65 km/h erreicht werden konnte und somit ein Wenden der Lokomotive an den Enden der Strecke nicht notwendig war. Der Antrieb erfolgt über ein Zweilzylinder-Heißdampftriebwerk mit Walschaerts-Steuerung.